# Wicked (Original Broadway Cast Recording)
Wicked (Original Broadway Cast Recording) è una registrazione contenente la maggior parte delle canzoni del musical di Broadway vincitore del Tony Award Wicked, con musica e testi del compositore Stephen Schwartz e un libretto della scrittrice Winnie Holzman. 

## Descrizione
Il compositore e paroliere di Wicked, Stephen Schwartz, ha prodotto l'album con l'aiuto di Frank Filipetti, Jill Dell'Abate, Jason Spears, Justin Shturtz, Jason Stasium e Ted Jensen. L'album originale del cast di Wicked fu registrato il 10 novembre 2003, con il cast completo e l'orchestra, presso gli allora Right Track Studios e masterizzato allo Sterling Sound di New York City.
Distribuito il 16 dicembre 2003 dalla Decca Broadway sia in formato fisico che digitale, il primo contiene una prefazione e una breve sinossi, fornite da Gregory Maguire, autore dell'omonimo romanzo del 1995 su cui è basato il musical, oltre ai testi delle canzoni.

## Accoglienza
| Recensione           | Giudizio |
| -------------------- | -------- |
| AllMusic             |          |
| Entertainment Weekly | C+       |

La registrazione del cast ha ricevuto recensioni positive e ha riscosso un notevole successo commerciale. L'album ha ricevuto il Grammy Award 2005 come miglior album di uno spettacolo musicale nel 2005.

## Tracce
Testi e musiche di Stephen Schwartz.
1. Kristin Chenoweth, Sean McCourt, Cristy Candler, Jan Neuberger & Original Broadway Cast of Wicked – No One Mourns the Wicked – 6:40
2. Kristin Chenoweth & Original Broadway Cast of Wicked – Dear Old Shiz – 1:26
3. Idina Menzel & Carole Shelley – The Wizard and I – 5:09
4. Kristin Chenoweth, Idina Menzel & Original Broadway Cast of Wicked – What Is This Feeling? – 3:32
5. William Houmons & Idina Menzel – Something Bad – 1:39
6. Norbert Leo Butz, Kristin Chenoweth, Christopher Fitzgerald, Michelle Federer, Idina Menzel & Original Broadway Cast of Wicked – Dancing Through Life – 7:37
7. Kristin Chenoweth – Popular – 3:44
8. Idina Menzel – I'm Not That Girl – 2:58
9. Kristin Chenoweth, Idina Menzel & Original Broadway Cast of Wicked – One Short Day – 3:03
10. Joel Grey – A Sentimental Man – 1:15
11. Kristin Chenoweth, Idina Menzel & Original Broadway Cast of Wicked – Defying Gravity – 5:53
12. Kristin Chenoweth, Carole Shelley & Original Broadway Cast of Wicked – Thank Goodness – 6:22
13. Joel Grey & Idina Menzel – Wonderful – 4:57
14. Kristin Chenoweth – I'm Not That Girl (Reprise) – 0:49
15. Idina Menzel & Norbert Leo Butz – As Long As You're Mine – 3:45
16. Idina Menzel – No Good Deed – 3:31
17. Kristin Chenoweth & Original Broadway Cast of Wicked – March of the Witch Hunters – 1:30
18. Kristin Chenoweth & Idina Menzel – For Good – 5:06
19. Kristin Chenoweth, Idina Menzel & Original Broadway Cast of Wicked – Finale "Wicked" – 1:41

Disco esclusivo della versione deluxe
1. LeAnn Rimes & Delta Goodrem – For Good – 4:15
2. Kerry Ellis – I'm Not That Girl – 3:49
3. Stephanie J. Block & Stephen Schwartz – Making Good – 4:00
4. Willemijn Verkaik & Mark Seibert – Solang ich dich hab (versione tedesca di As Long As You're Mine) – 3:47
5. Willemijn Verkaik – Gutes Tun (versione tedesca di No Good Deed) – 3:33
6. Li Tao & Cast – in giapponese 人生を踊ります?, Jinnsei Wo Odori-Akase (versione giapponese di Dancing Through Life) – 7:37
7. Miyuki Numao – in giapponese 人気のあります ?, Popyuraa (versione giapponese di Popular) – 3:45
8. Idina Menzel – Defying Gravity (Dance Mix - Tracy Young Flying Monkey Radio Mix) – 3:44
9. Mika featuring Ariana Grande – Popular Song – 3:19

Durata totale: 37:49
Note
- La ripresa di No One Mourns the Wicked è allegata all'inizio di Thank Goodness.
- The Wicked Witch of the East, cantata da Nessarose, Elphaba e Boq, non è presente nell'album: i produttori ritenevano che fosse troppo difficile da adattare all'album e pensavano che la canzone avrebbe rivelato troppo della trama a un pubblico che non aveva mai visto prima la produzione.
- Non sono incluse le brevi riprese di The Wizard and I e A Sentimental Man, che compaiono rispettivamente nell'Atto I e II: ciò avviene principalmente perché tecnicamente non sono considerati numeri musicali completi.